# Шупик Олена Борисівна
Олена Борисівна Шупик (8 жовтня 1934, Ромни — 8 вересня 2024, Київ) — українська кінознавиця, історик анімаційного кінематографу. Кандидат мистецтвознавства (1974).

## Життєпис
Народилася 8 жовтня 1934 р. в м. Ромни Сумської обл. в родині службовця. Закінчила факультет журналістики Київського державного університету ім. Т. Г. Шевченка (1957) та аспірантуру Інституту мистецтвознавства, фольклористики та етнології ім. М. Т. Рильського НАН України (1968).
Працювала в «Укррекламфільмі» (1962—1965), а з 1968 р. — у відділі кінознавства Інституту мистецтвознавства, фольклористики та етнології ім. М. Т. Рильського НАН України, старший науковий співробітник. Захистила кандидатську дисертацію на тему «Проблеми становлення українського радянського кінознавства» (1973). Друкувалась з 1964 р.
Авторка книг:
- «Становлення українського радянського кінознавства» (К., 1977),
- «Мистецтво мультиплікації» (К., 1982),
- «Правда життя — правда мистецтва» (К., 1984, у співавт.),
- «Фільми для дітей і підлітків» (К., 1987),
- розділів до «історії українського радянського кіно» Т. І, II (К., 1986, 1987),
- статей у збірниках: «Життя і герої екрана», «Увага! В кінозалі — діти», «Ваш вихід», «Сучасна кінопанорама», «Современный кинопроцесс и действительность», «Традиции и новаторство в советском киноискусстве», у періодичній пресі.

Лауреат премії Спілки кінематографістів України (1974). Член Національної спілки кінематографістів України.
До 2014 року — доцент кафедри кінознавства Київського національного університету театру, кіно і телебачення імені І. К. Карпенка-Карого.
Померла на 90-му році життя 8 вересня 2024 року.